# Holesch Dénes
Holesch Dénes (külföldön ismert nevén Denes de Holesch) (Besztercebánya, 1910. február 10. – Budapest, 1983. május 11.) felvidéki magyar festő, aki külföldön szerzett magának hírnevet portréival és lovas festményeivel.

## Élete és pályafutása
Besztercebányán született nemesi családban, építészdinasztiában. Őt azonban gyermekkorától kezdve a rajzolás érdekelte, tehetségét korán felfedezték, rajzainak köszönhetően 1928-ban ösztöndíjjal Budapestre került, ahol Réti István tanítványa lett. 1933-ban bátyja után Kínába indult, ahol Sanghajban portréfestőként tevékenykedett. A második világháború fenyegetése ellenére továbbutazott Japánba, járt a Fülöp-szigeteken, Balin, majd Ausztrália következett. Itt ismerkedett meg Joyce Greer zongoraművésznővel, akit feleségül vett. Két gyermekük született, Laura és Hugo.
Amerikába költöztek, ahol Holesch egyik kritikusa véleményének hatására a lovak ábrázolásával kezdett foglalkozni. Egyik leghíresebb festménye, az Udvarlás is lovakat ábrázol, ebből több mint egy egymillió reprodukciós példány kelt el Amerikában. Amerikai állampolgárságot is szerzett. Később visszatért Európába, Angliában, Párizsban, Németországban is élt és alkotott. Magyarországra a kommunizmus miatt sokáig nem mert visszatérni. 1983 februárjában a végleges visszatelepülés szándékával, már betegen érkezett Budapestre, az Országos Reumatológiai és Fizioterápiás Intézetben kezelték, néhány hónappal később rákban elhunyt.
Kiváló portré- és állatfestőként tartják számon, de tájképei is jelentősek.  Lovas és távolkeleti témájú egyes képeinek ára 2017-ben elérte a tízmillió forintot.